# Bâtiment de la bibliothèque nationale Resavska škola à Despotovac
Le bâtiment de la bibliothèque nationale Resavska škola à Despotovac (en serbe cyrillique : Зграда народне библиотеке „Ресавска школа“ у Деспотовцу ; en serbe latin : Zgrada narodne biblioteke „Resavska škola“ u Despotovcu) se trouve à Despotovac, dans le district de Pomoravlje, en Serbie. Il est inscrit sur la liste des monuments culturels protégés de la république de Serbie (identifiant no SK 1485),,.

## Présentation
Le bâtiment, situé 18 rue despota Stefana Lazarevića, a été construit entre 1903 et 1905 pour les besoins de l'administration du district. Il est édifié en pierres et en briques et repose sur un socle en pierres ; il est doté d'un toit recouvert de tuiles.
Il est constitué d'un simple rez-de-chaussée. La façade principale est organisée autour d'une avancée centrale mise en valeur par un fronton triangulaire soutenu par des colonnes et un portail cintré protégé par un porche. Les avancées latérales possèdent deux fenêtres cintrées et, entre ces avancées, se trouvent quatre fenêtres avec des architraves. Presque tous les éléments décoratifs (autour des fenêtres, des portails, dans les cordons et la corniche du toit ainsi que dans la frise du fronton) sont conçus dans un style historiciste, avec une influence classique, tandis que d'autres s'inspirent du style Sécession, comme les motifs floraux aux angles du fronton.